# Wunstorf
Wunstorf is een gemeente in de Duitse deelstaat Nedersaksen. De selbständige Gemeinde maakt deel uit van de Region Hannover.
Wunstorf telt 41.480 inwoners.

## Indeling van de gemeente
De gemeente bestaat uit het stadje Wunstorf, waar ook het gemeentebestuur zetelt, en dat op 1 maart 2018 18.680 inwoners had, en daaromheen de volgende negen dorpen, die tot 1974 zelfstandige gemeentes waren:
- Blumenau, inclusief Liethe (1.553), ten noordoosten van de stad
- Bokeloh (2.249) ten westen van de stad
- Großenheidorn (2.994) tussen Steinhude en het militaire vliegveld
- Idensen, inclusief Idensermoor en Niengraben (960)
- Klein Heidorn (1.314) ten Z. van Großenheidorn
- Kolenfeld (2.782), ten zuiden van de stad
- Luthe (5.767), ten oosten van de stad
- Mesmerode (715), nog iets westelijker dan Bokeloh
- Steinhude (5.126), ten noordwesten van de stad

Tussen haakjes het aan een - via de website van de gemeente Wunstorf gedownloade - flyer ontleende bevolkingscijfer per 1 maart 2018. De gemeente had op die datum in totaal 42.140 inwoners.
Binnen de gemeente liggen nog enige niet genoemde kleine dorpen en gehuchten, die administratief van Wunstorf (stad) of van één der hierboven vermelde dorpen deel uitmaken.

## Ligging, verkeer, vervoer
De gemeente Wunstorf ligt slechts circa 25 km ten westen van het centrum van Hannover. De oostelijke buurgemeente Garbsen kan reeds als een voorstad van Hannover worden beschouwd.
De plaats Wunstorf ligt aan een, niet voor vrachtschepen bevaarbaar, zijriviertje van de Leine, de Aue. Enige kilometers ten zuiden van Wunstorf loopt het Mittellandkanaal. Aan dit kanaal heeft Wunstorf twee binnenhavens, in de stadsdelen Idensen, ten zuidwesten van Wunstorf,  en bij het ca. 7,8 km oostelijker dorp Kolenfeld. Ook ligt er aan het Mittellandkanaal een jachthaven.
Ten zuiden van Wunstorf ligt aan de Bundesstraße 442 Bad Nenndorf, een kuuroord met zwavelhoudende bronnen. Aan deze zelfde Bundesstraße 442 ligt de noordelijke buurgemeente Neustadt am Rübenberge. De afstand tot beide buurplaatsen is ca. 12 km.
Op 7 à 10 km ten  zuidoosten van de stad Wunstorf liggen de afritten 39 (Wunstorf-Kolenfeld) en 40 (Wunstorf-Luthe) van de Autobahn A2 Bielefeld - Hannover. 
De Bundesstraße 441 loopt west-oost van Uchte om het centrum van Wunstorf heen en langs afrit 40 van de A2 naar Hannover. 
Wunstorf heeft -bijna 2 km ten zuidoosten van het centrum- een spoorwegstation aan de spoorlijn van Hannover via Nienburg/Weser naar Bremen. Ook stopt lijn S2 van  de S-Bahn van Hannover (Neustadt a.Rbg.-Hannover v.v.)  ieder uur te Wunstorf. Er rijden van Wunstorf ook treinen naar Minden v.v.
Een regionale maatschappij uit Hannover, GVH, verzorgt in de gemeente het stads- en streekbusvervoer. Het busstation heet ZOB en ligt dicht bij het spoorwegstation. De bussen rijden slechts om de twee uur. Alleen naar Steinhude v.v. rijdt de bus ieder half uur.

## Economie
Voor de economie van de gemeente zijn van belang:
- Midden- en kleinbedrijf, logistieke en handelsbedrijven van regionaal belang zijn geconcentreerd op een groot bedrijventerrein ten zuidoosten van de stad.
- Toerisme: de gemeente omvat de zuidelijke oevers van het bij dag- en weekendtoeristen uit de gehele regio Hannover zeer populaire Steinhuder Meer. Met name voor het aan de zuidoever van dit meer gelegen dorp Steinhude is dit de belangrijkste bron van inkomsten.
- Dienstensector: 
  - De stad Wunstorf heeft een bovenregionaal belangrijke, grote psychiatrische instelling
  - De Bundeswehr beschikt over een militair vliegveld (Fliegerhorst Wunstorf) 5 km ten noorden van de stad Wunstorf. Hier is ook een opleidingsschool voor militaire vliegtuigmonteurs.  Het heeft de ICAO-code ETNW, en beschikt over twee in een schuine hoek ten opzichte van elkaar lopende start- en landingsbanen: de 03/21, 1699 m × 48 m asfaltpiste en de 08/26, 2499 m × 45 m betonpiste. Incidenteel mogen, op zon- en feestdagen, civiele sport- en hobbyvliegtuigjes op de basis opstijgen en landen.

## Geschiedenis

Graafschappen en hertogdommen in Noord-Duitsland. Situatie rond 1250. Wunstorf ligt linksonder op deze kaart.

Wunstorf ontstond vermoedelijk rond het jaar 700 rondom een oud klooster Vuonherestorp.  Van de stichting ervan in 871 (in opdracht van de  toenmalige bisschop van Minden tot de verwoesting ervan in 1183, bestond in de stad een nonnenklooster. Later, na de Reformatie, werd dit een wereldlijk sticht. De St. Cosmas- en Damianuskerk  is hier een overblijfsel van. In de stad woonden in de middeleeuwen de graven Von Roden, ook wel Von Wunstorf geheten. Zij waren aanvankelijk heren van een eigen graafschap Wunstorf, later stadsvoogden namens de landheer, de bisschop van Minden. In 1261 kreeg Wunstorf stadsrechten. In 1446 verkocht de bisschop van Minden Wunstorf aan het Prinsbisdom Hildesheim, dat in 1523 verviel aan het Hertogdom Brunswijk-Lüneburg. In 1570 werd de stad door een grote stadsbrand grotendeels verwoest. Een zekere Ortje Dove werd daarop schuldig bevonden aan brandstichting en geëxecuteerd. Eeuwenlang heeft, als afschrikkend voorbeeld,  zijn hoofd in een ijzeren korf aan de gevel van de Stadskerk gehangen. 
In de 17e en 18e eeuw woonden leden van een andere adellijke familie uit de regio rond Minden en Hannover, Von Haus, in een Adelshof in de stad. Een Adelshof, in andere steden wel Burgmannshof genoemd, was de woonplaats van leenmannen uit de lagere adel, die als Burgmann uit naam van de eigenlijke landsheer verantwoordelijk waren voor de verdediging van de stad tegen vijanden van die landsheer. Andere Burgmannen, die deze taak vervulden en een Adelshof in Wunstorf hebben bewoond, behoorden tot de geslachten Von Lenthe en Von Holle.
In 1847 kreeg Wunstorf een aansluiting op, en een station aan de spoorlijnen naar Minden, Hannover en Bremen. Dit was de aanzet tot snelle industrialisering. In 1885 werd op de plaats, waar vanaf 1816 een kazerne voor de Hannoveraanse cavalerie had gestaan, en daarna een armenhuis, een groot psychiatrisch ziekenhuis gebouwd. In 1940 en 1941 werden vele patiënten van dit ziekenhuis door de nazi's  in het kader van de zgn. euthanasie-plannen (Aktion T-4) weggehaald om elders te worden vermoord. Na de Tweede Wereldoorlog was het complex enige tijd een algemeen ziekenhuis, en werd tussen 1976 en 2008 in een modern psychiatrisch centrum veranderd.
Op 4 januari 1943 gebeurde bij Wunstorf, doordat tijdens een sneeuwjacht een treinbestuurder een onveilig signaal over het hoofd zag, een ernstig treinongeluk. Hierbij vielen 25 doden; 169 mensen raakten gewond.
In 1935 werd in de stad een kazerne voor de Wehrmacht gebouwd. Een jaar later was de Fliegerhorst van de Luftwaffe gereed. In april 1945, aan het einde van de Tweede Wereldoorlog, veroverden de geallieerden de stad en het vliegveld, dat daarna een, aanvankelijk alleen door de Britse Royal Air Force gebruikte, NAVO-luchtmachtbasis werd. In 1948- 1949 werd de vliegbasis gebruikt voor vliegverkeer in het kader van de Berlijnse luchtbrug. Daarbij kwam het op 19 september 1948 tot een tragisch ongeval. Een Brits vliegtuig van het type Avro York stortte bij de basis neer na een mislukte doorstart. Alle vijf bemanningsleden vonden hierbij de dood.
In de jaren na de Tweede Wereldoorlog werden enige duizenden Heimatvertriebene in de gemeente, vooral in Luthe,  gehuisvest, wat tot een snelle bevolkingsaanwas leidde. De stad bezat tot voor kort enige belangrijke industrieën, met name een portlandcementfabriek in Luthe (ca. 1948- ca. 1980), een grote, in 2014 gesloten margarinefabriek, en  Kaliwerk Sigmundshall, een kalimijn in Ortsteil Bokeloh (in 1898 geopend, in 2018 gesloten wegens uitputting van de winbare ertsvoorraad). Een nog niet opgelost milieuprobleem is, wat er moet gebeuren met de Kalimanjaro, zoals de  meer dan 100 m hoge afvalberg van de voormalige kalimijn in de volksmond heet.
Zie voor de geschiedenis van de omgeving van het Steinhuder Meer ook het Wikipedia-artikel Steinhuder Meer.

## Bezienswaardigheden, toerisme
- Het Steinhuder Meer met inbegrip van het omliggende natuurgebied (o.a. bospercelen en hoogveenreservaten) en het toeristische dorp Steinhude
- De deels uit een 11e-eeuws westwerk bestaande, thans evangelisch-lutherse stichtskerk St. Cosmas en Damianus direct ten oosten van het centrum van Wunstorf; de oude huizen hieromheen behoren tot het vroegere sticht en zijn schilderachtig.
- De rond 1700 gebouwde, evangelisch-lutherse, Stads- of St. Bartolomeüskerk aan de Marktplatz, met een van rond 1200 daterende toren. Tot het interieur behoort een triomfkruis uit de 15e eeuw.
- Vakwerkhuizen in de binnenstad aan o.a. de  Lange Straße
- De deels uit 1134 daterende, thans evangelisch-lutherse Sigwardskerk in het dorp Idensen, met in het interieur cultuurhistorisch belangrijke muur- en plafondschilderingen
- Het uit 1848 daterende stationsgebouw staat onder monumentenzorg.
- Een Junkers Ju 52/3m "Tante Ju" kan in een klein vliegtuigmuseum worden bezichtigd. Dit staat bij Großenheidorn aan de noordwestkant van de militaire vliegbasis.

## Afbeeldingen

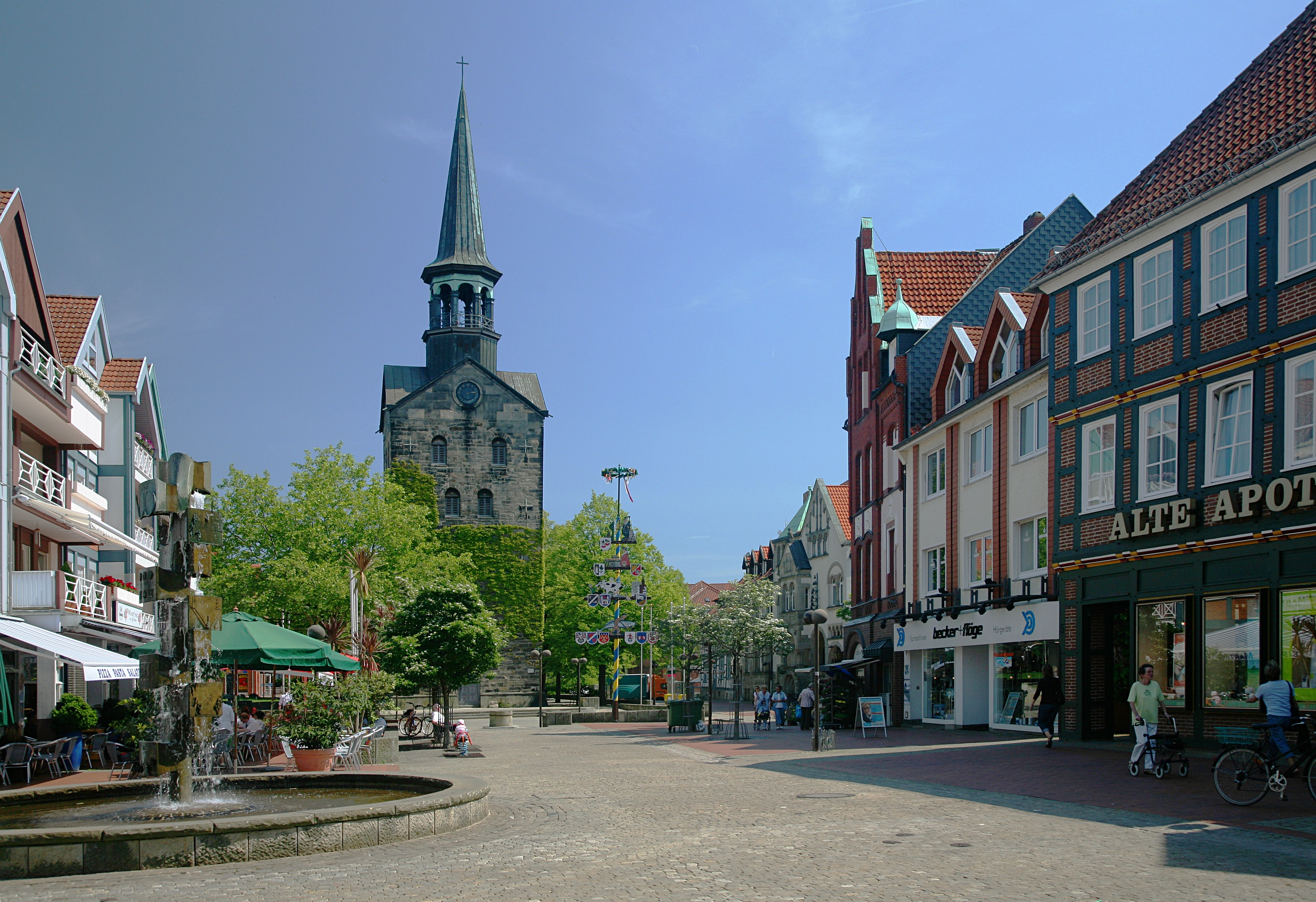
Centrum van Wunstorf met de Marktplatz; op de achtergrond de St. Bartholomeüskerk
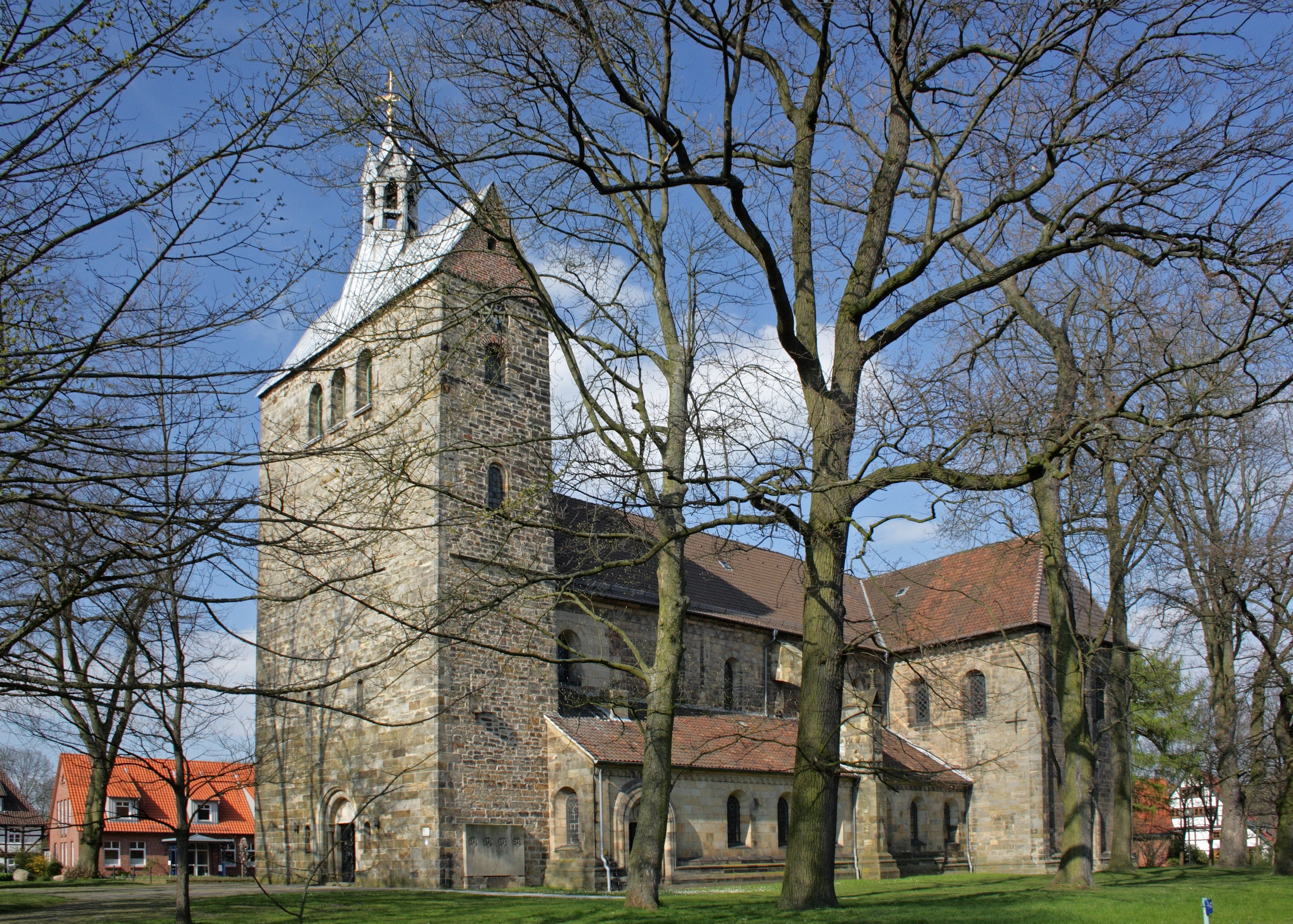
Stichtskerk St. Cosmas en Damianus
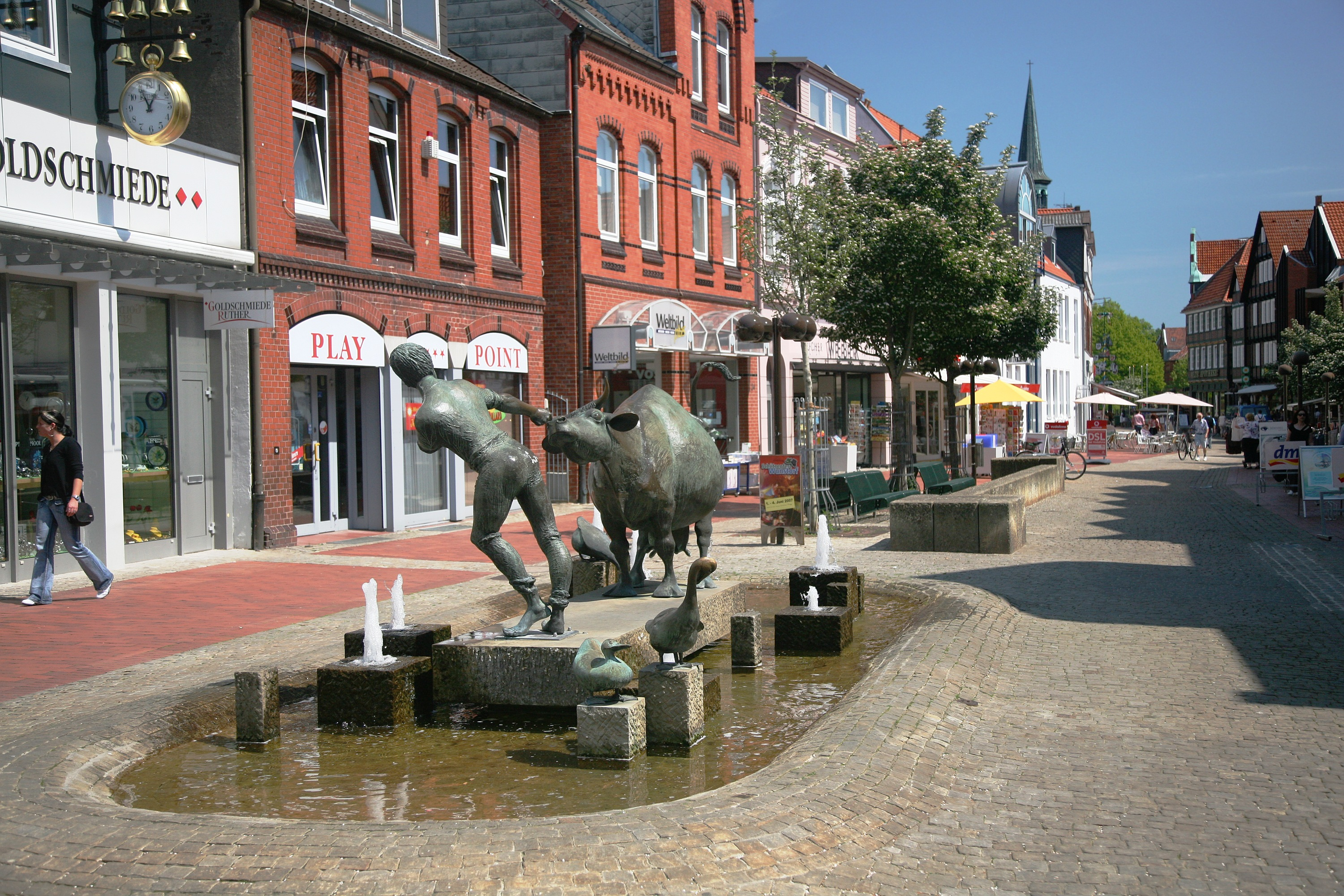
Koeien-fontein in het centrum
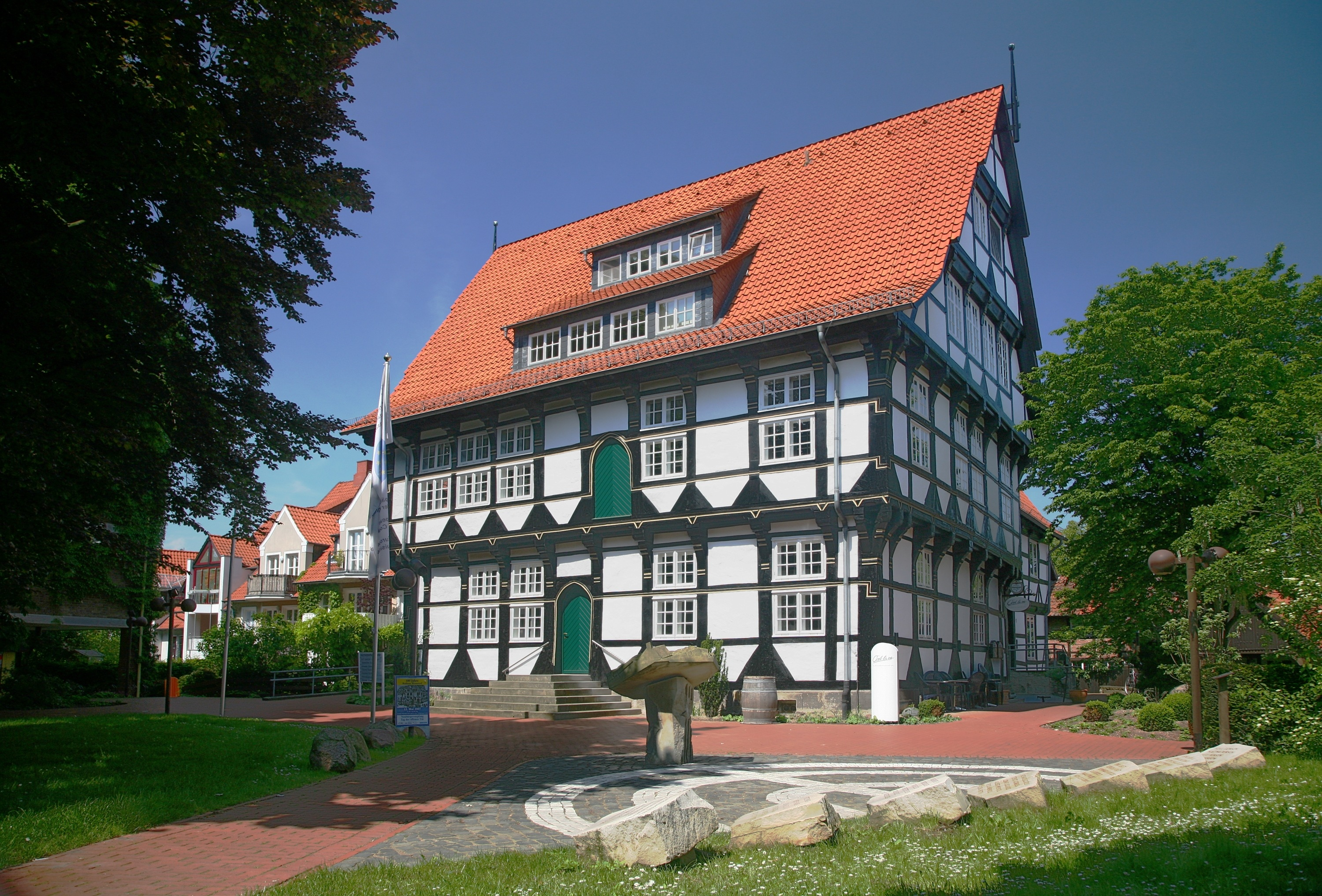
Voormalige abdij, nu bibliotheek
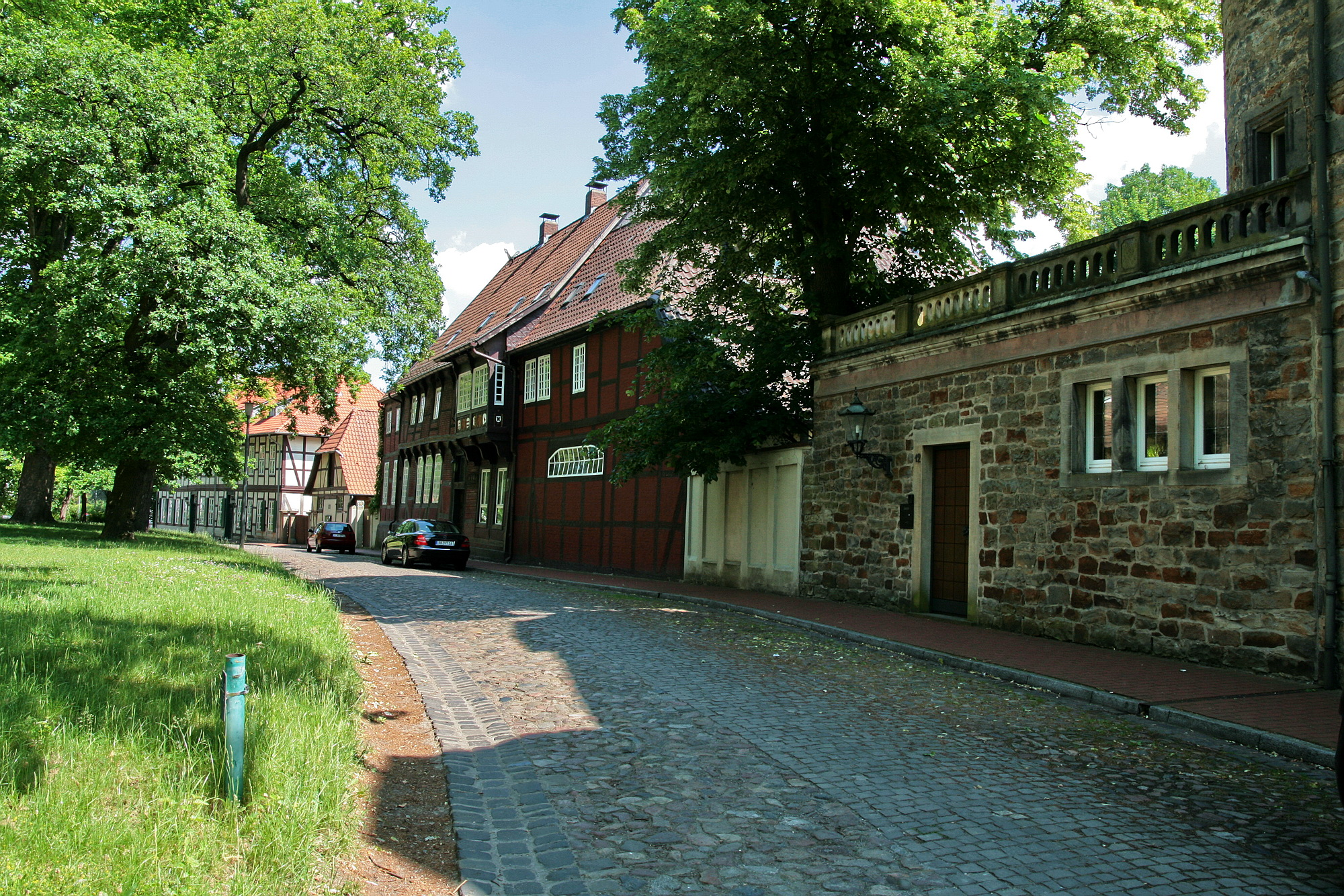
De Stiftsstraße in het oude centrum van Wunstorf
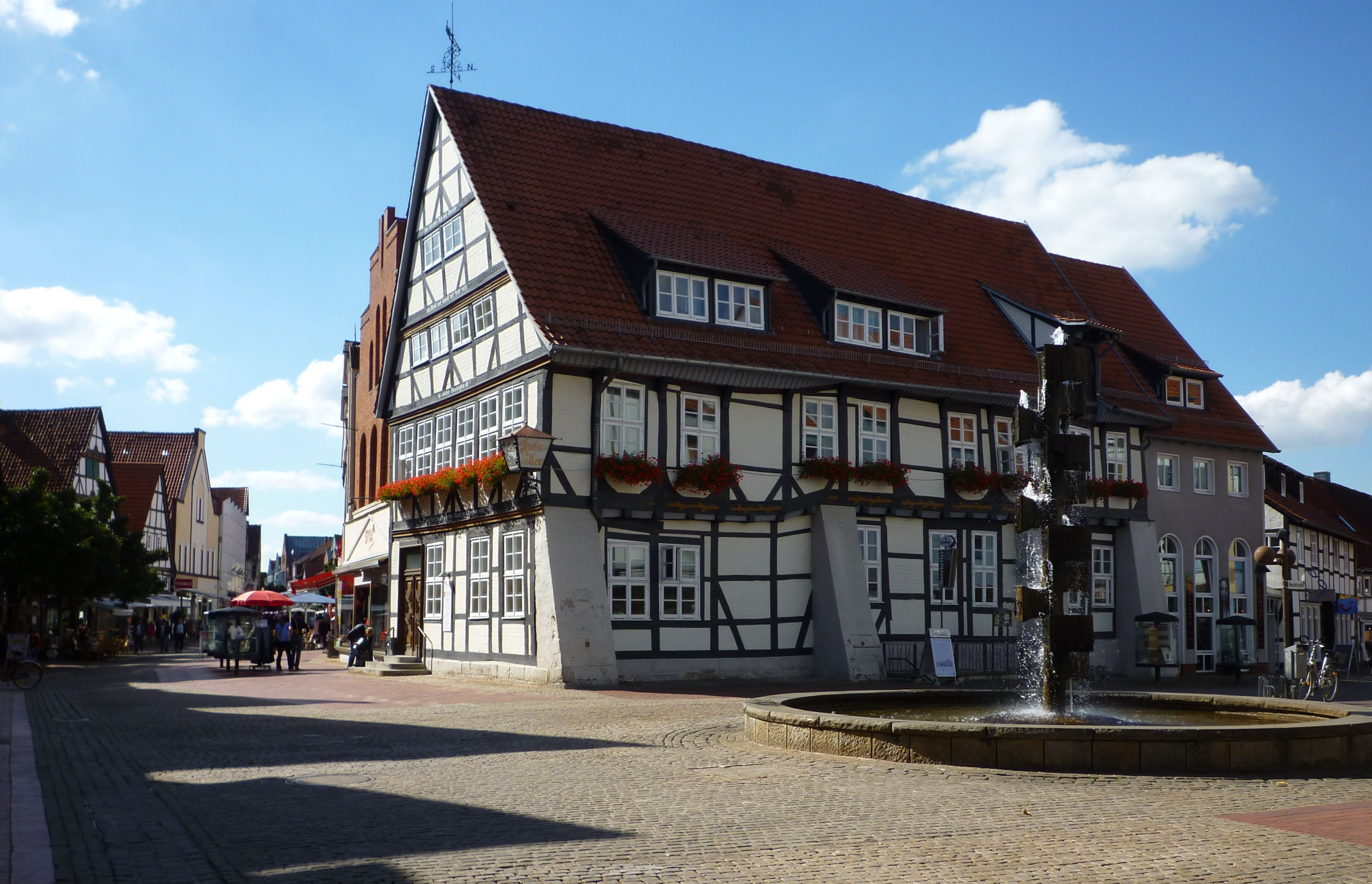
Ratskeller aan de Marktplatz
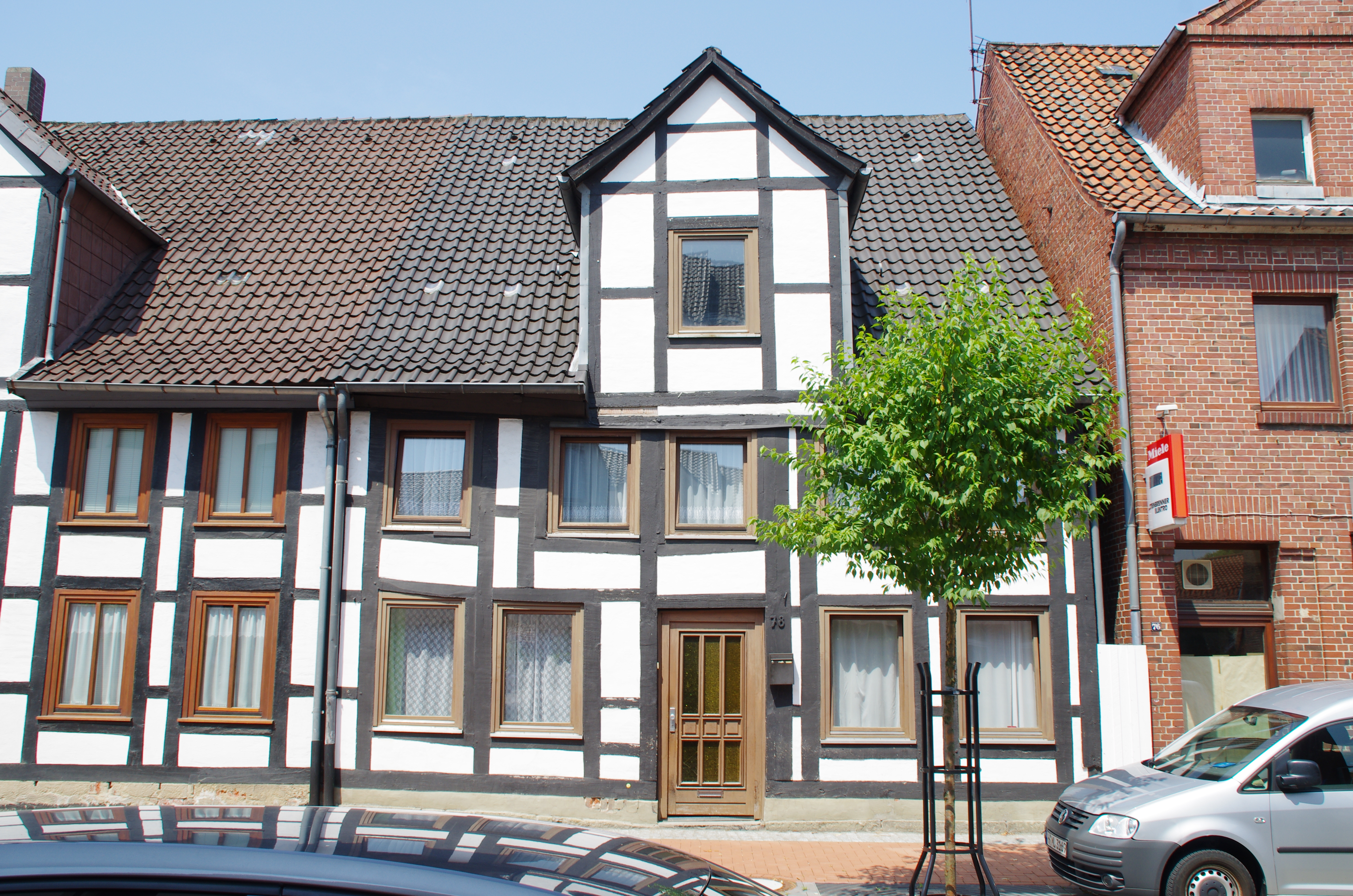
Lange Straße 78
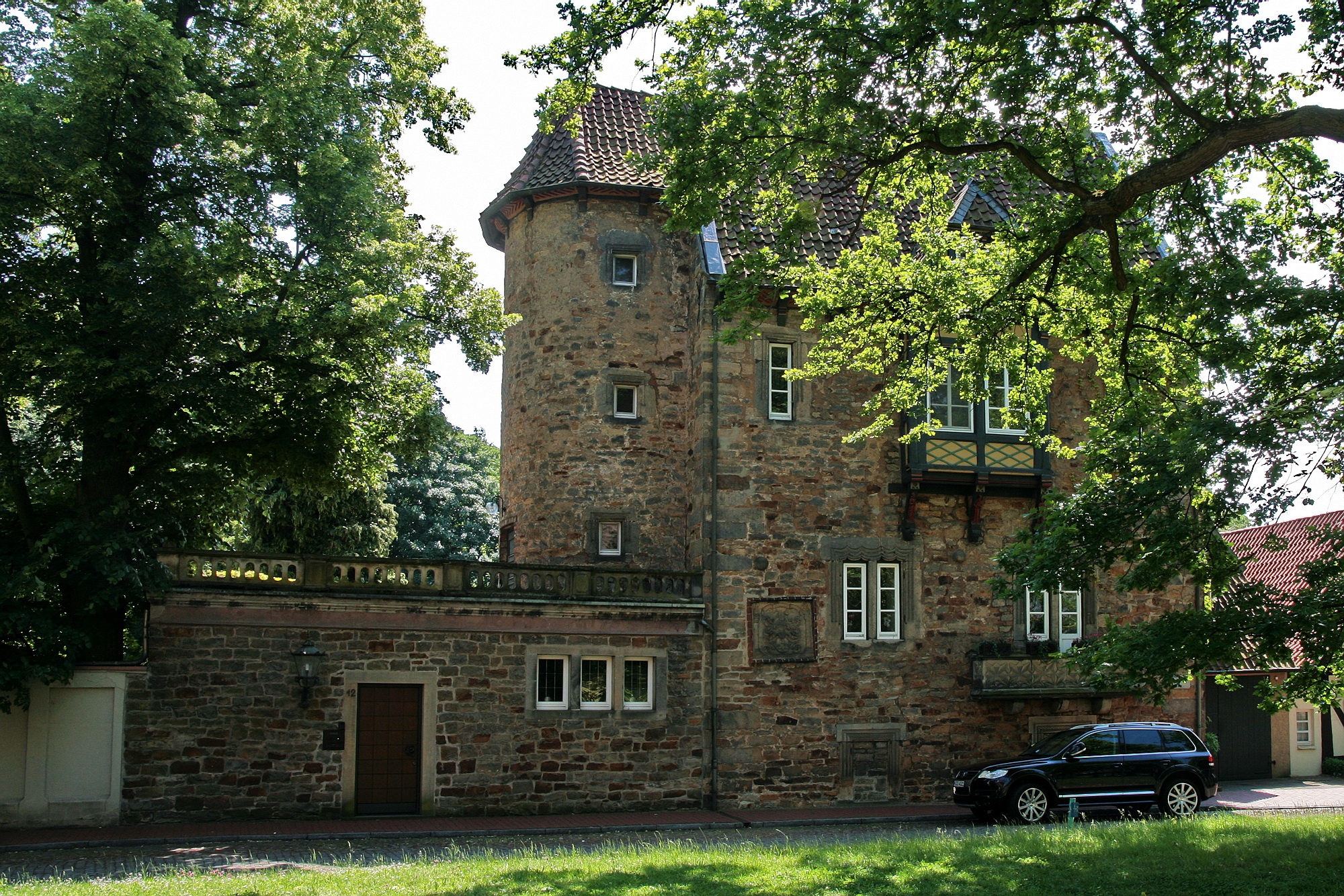
Hollesches Haus (1569)
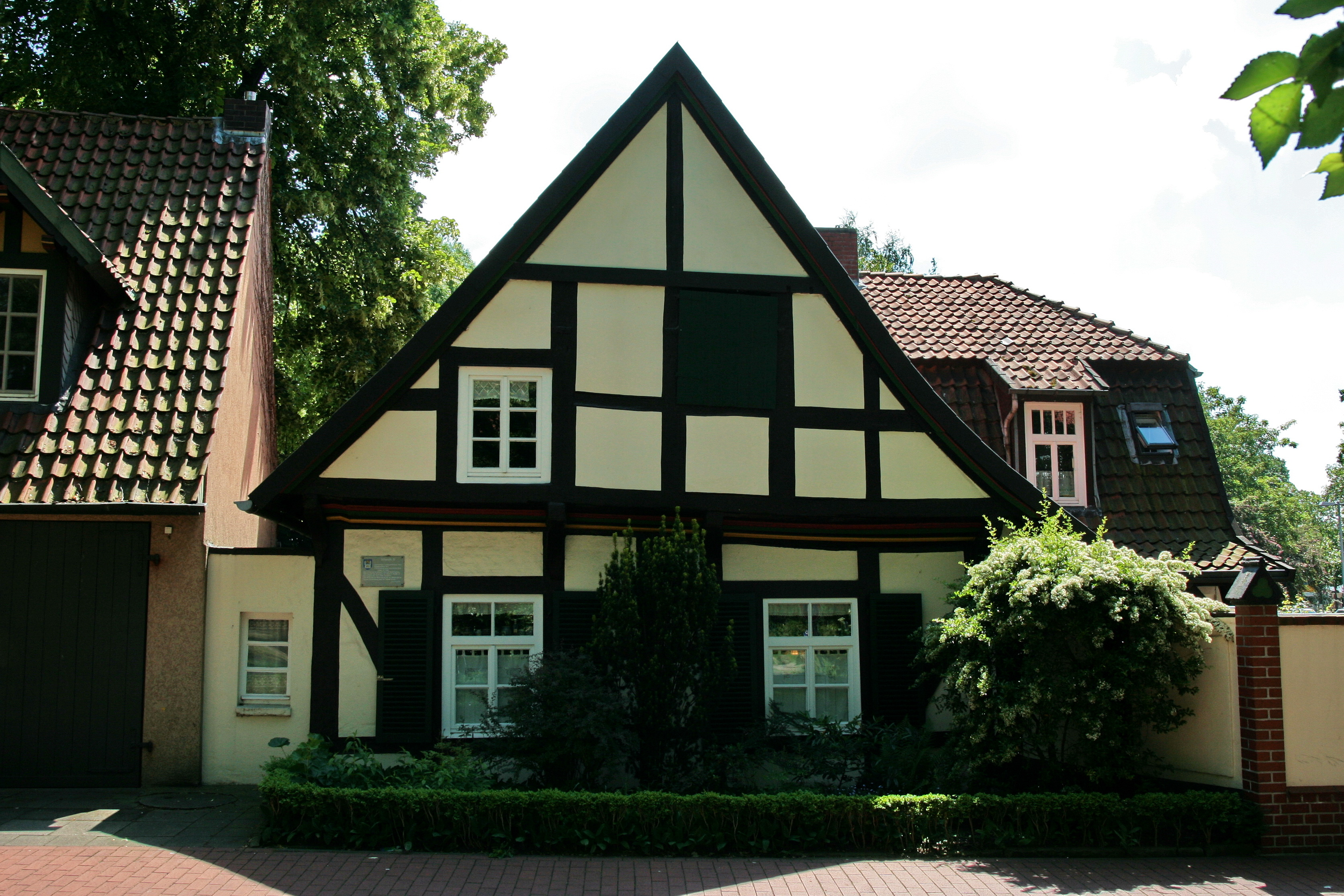
Stiftstr. 10, vakwerkhuis uit 1530
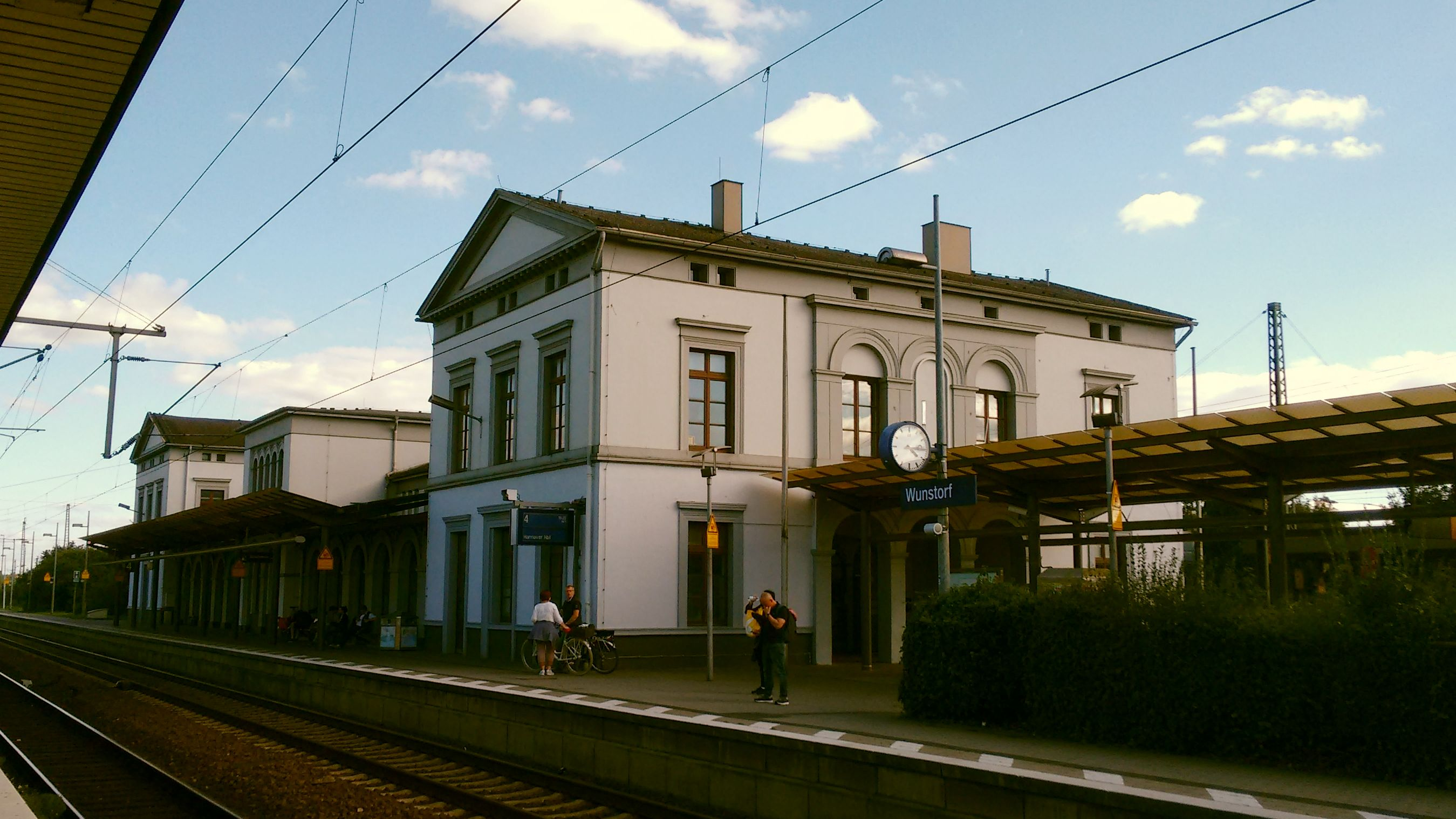
Station Wunstorf (1848)
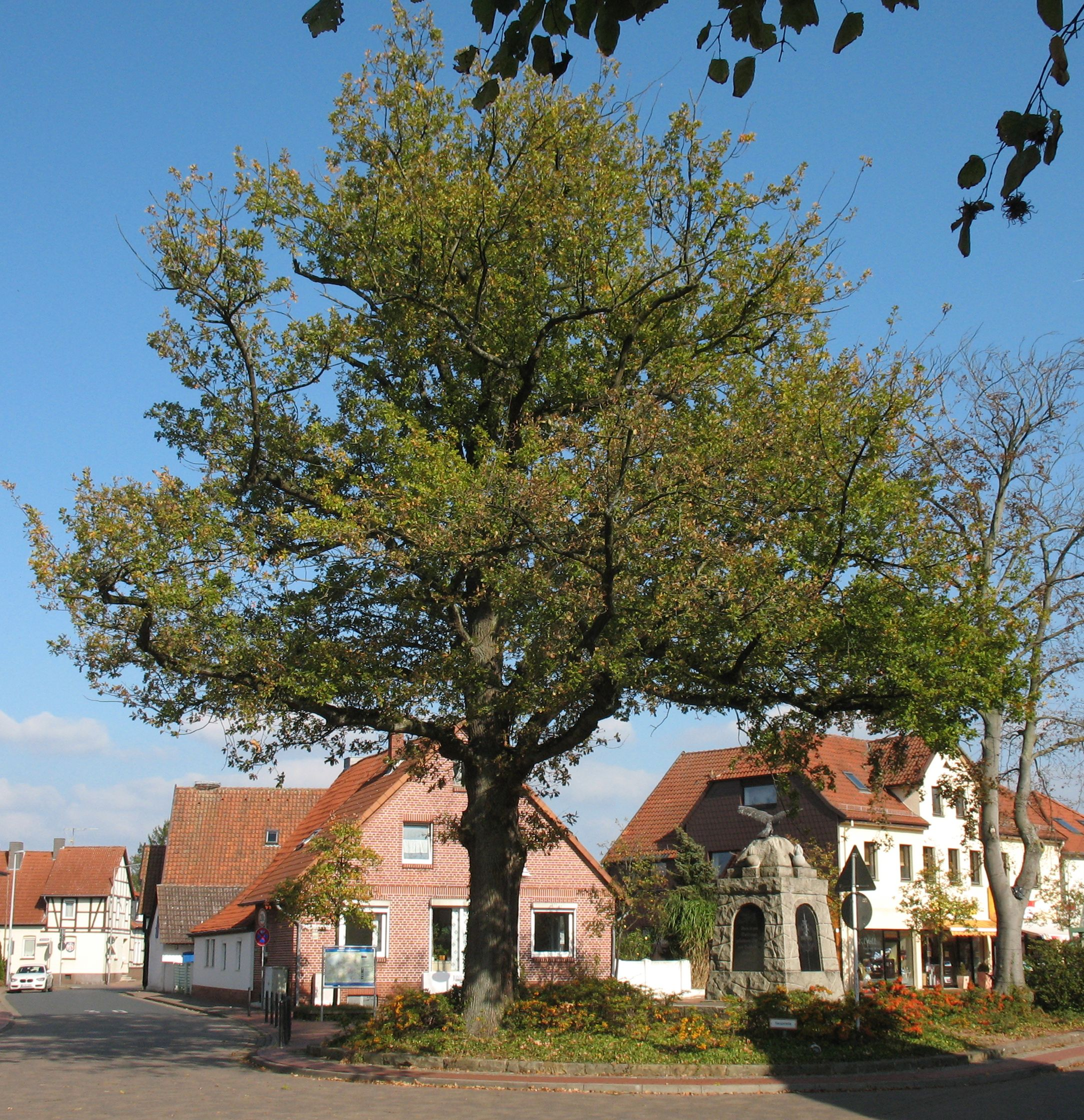
Steinhude, zgn. vredes-eik
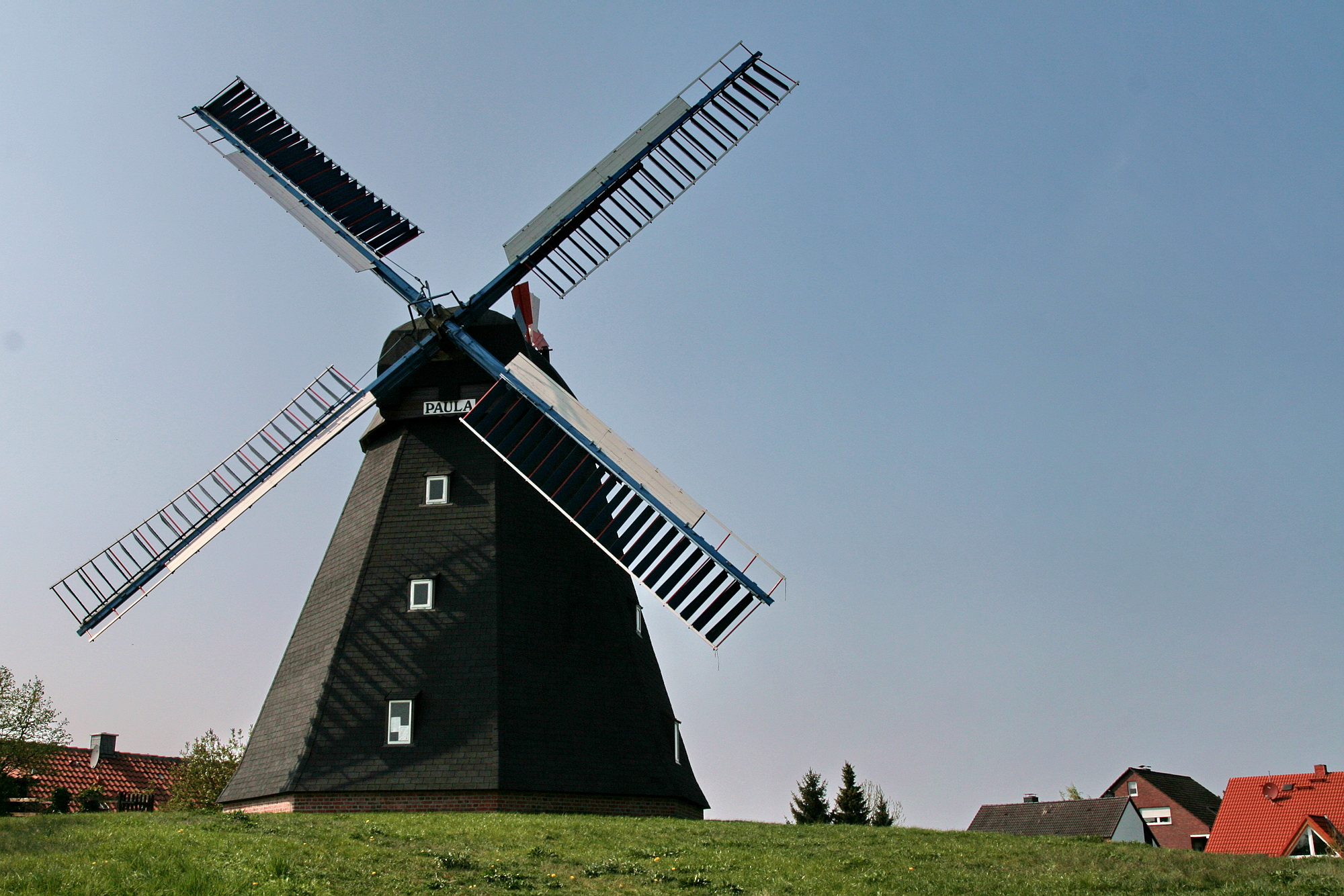
Windmolen Paula in het dorp Steinhude
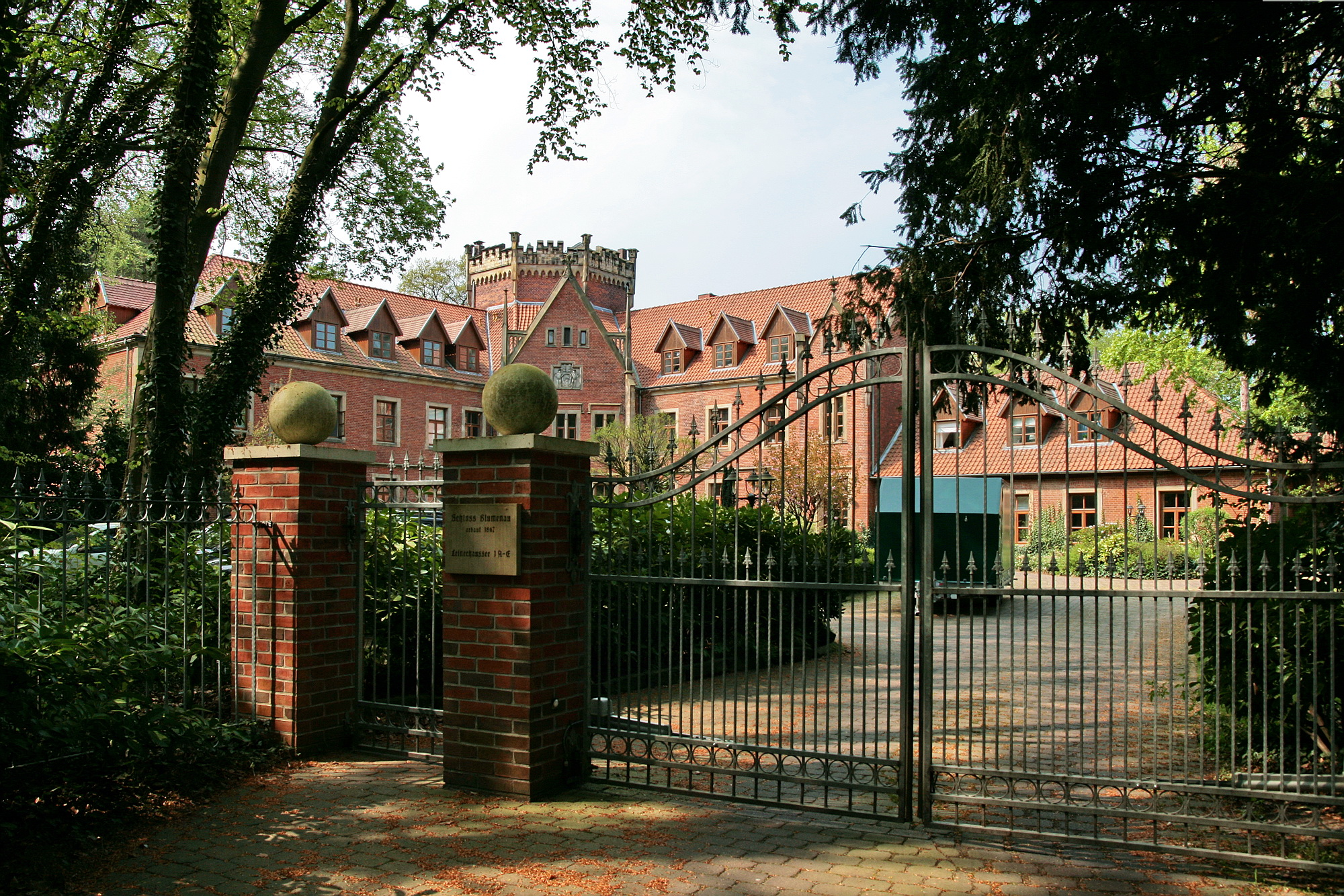
Kasteel Blumenau (2009), in 1865[4] gebouwd in een Engels-Duitse mengstijl
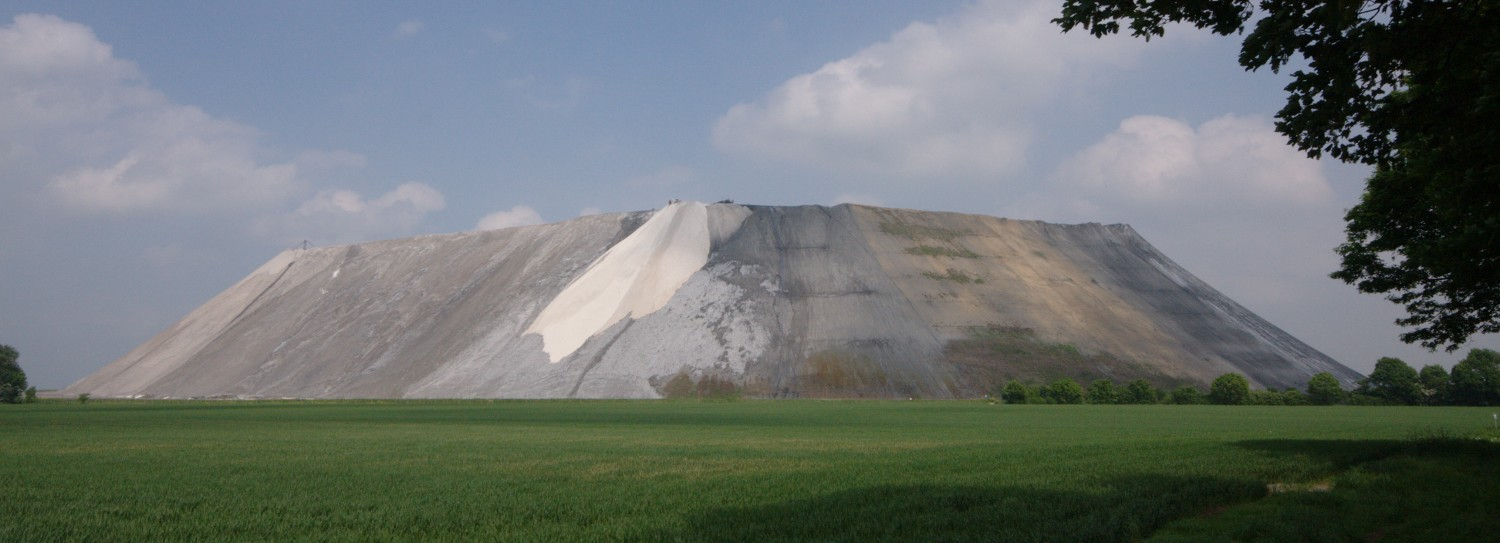
Afvalberg van de kalimijn bij Bokeloh
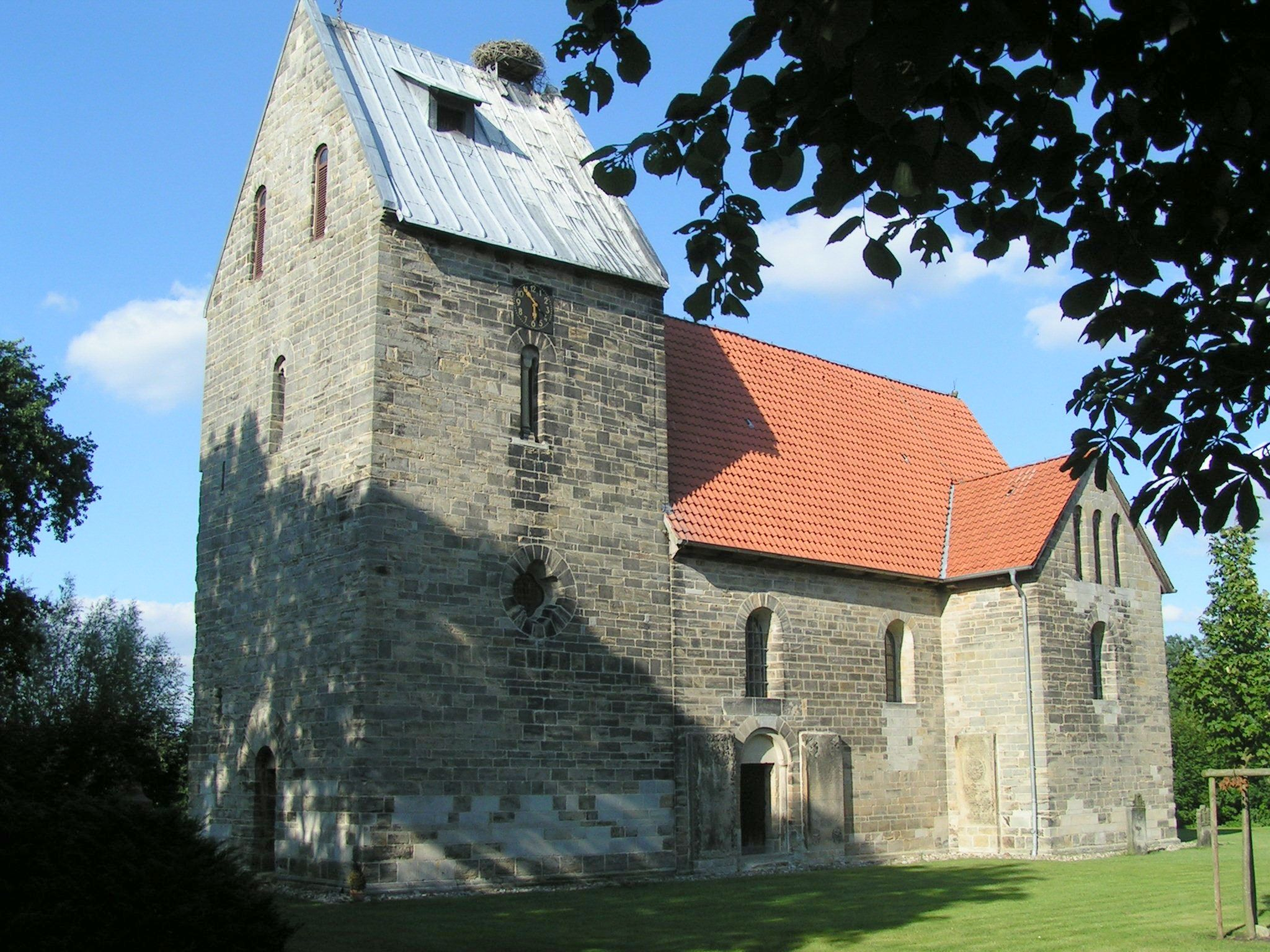
Sigwardskerk in Idensen
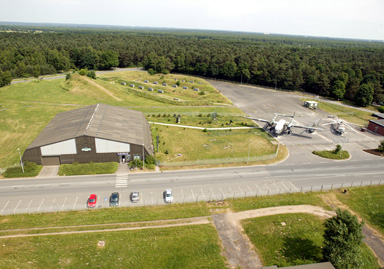
Ju-52-Museum op het militaire vliegveld
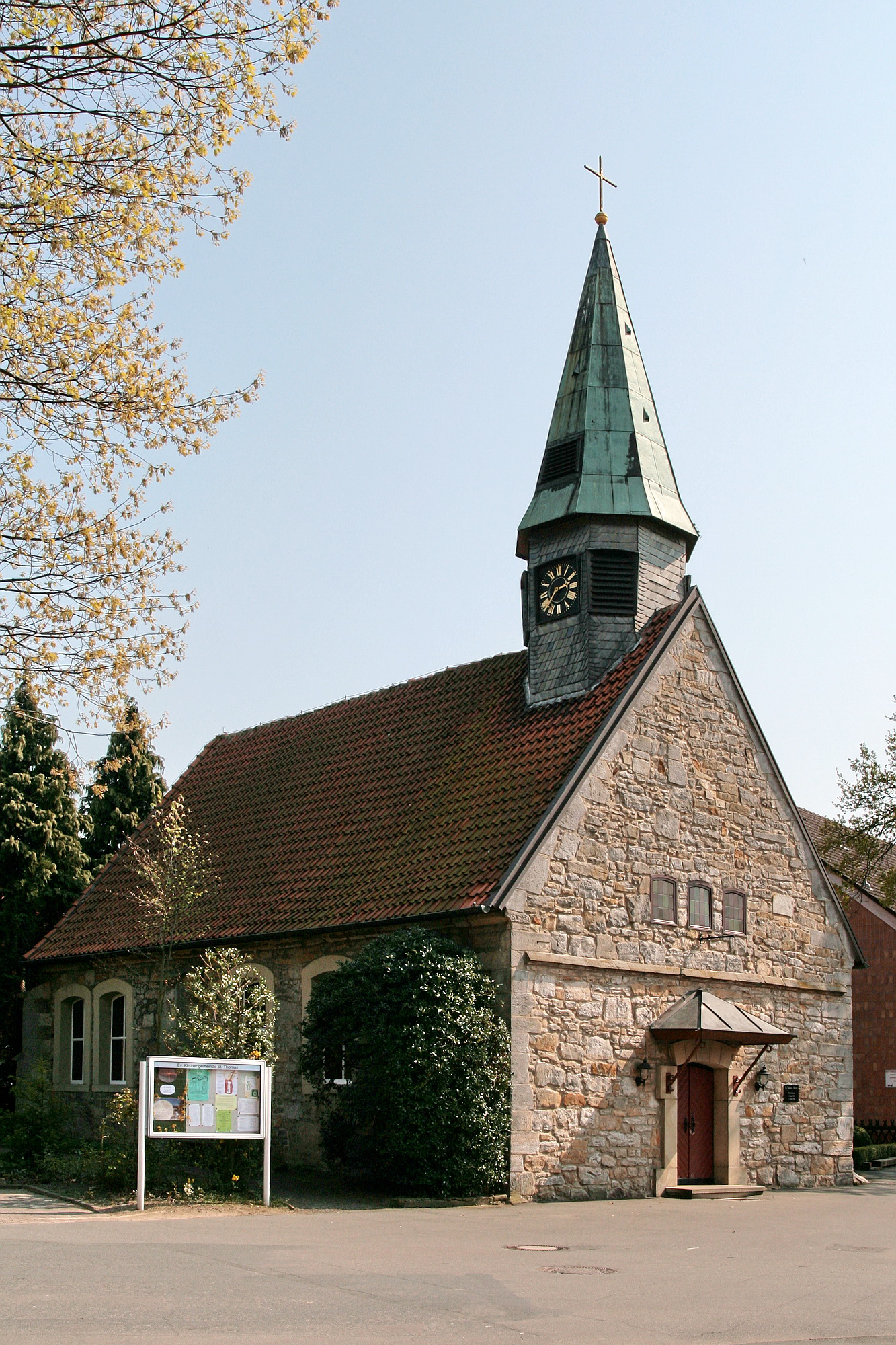
St.-Thomaskapel, Großenheidorn (1691)
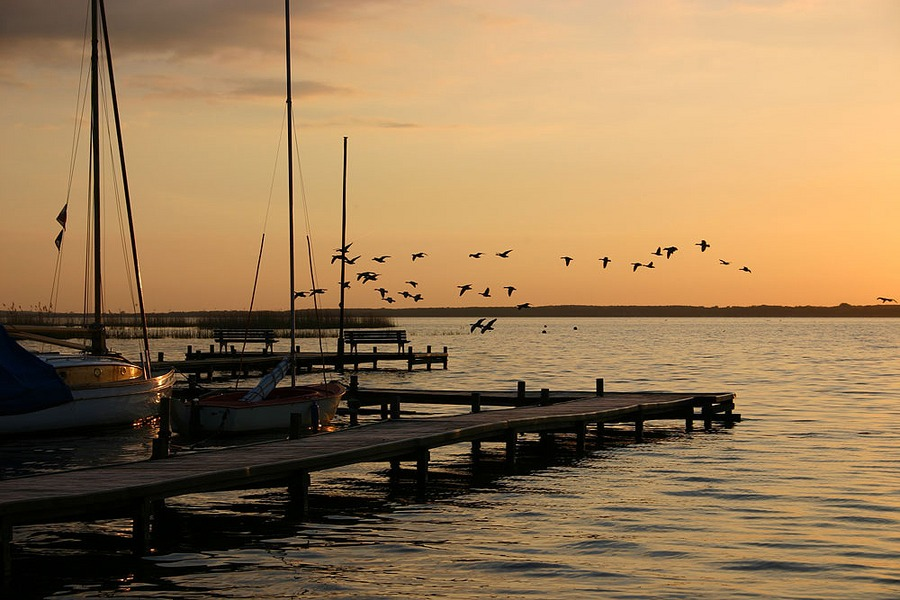
Aanlegsteiger aan de oostoever van het Steinhuder Meer bij avond
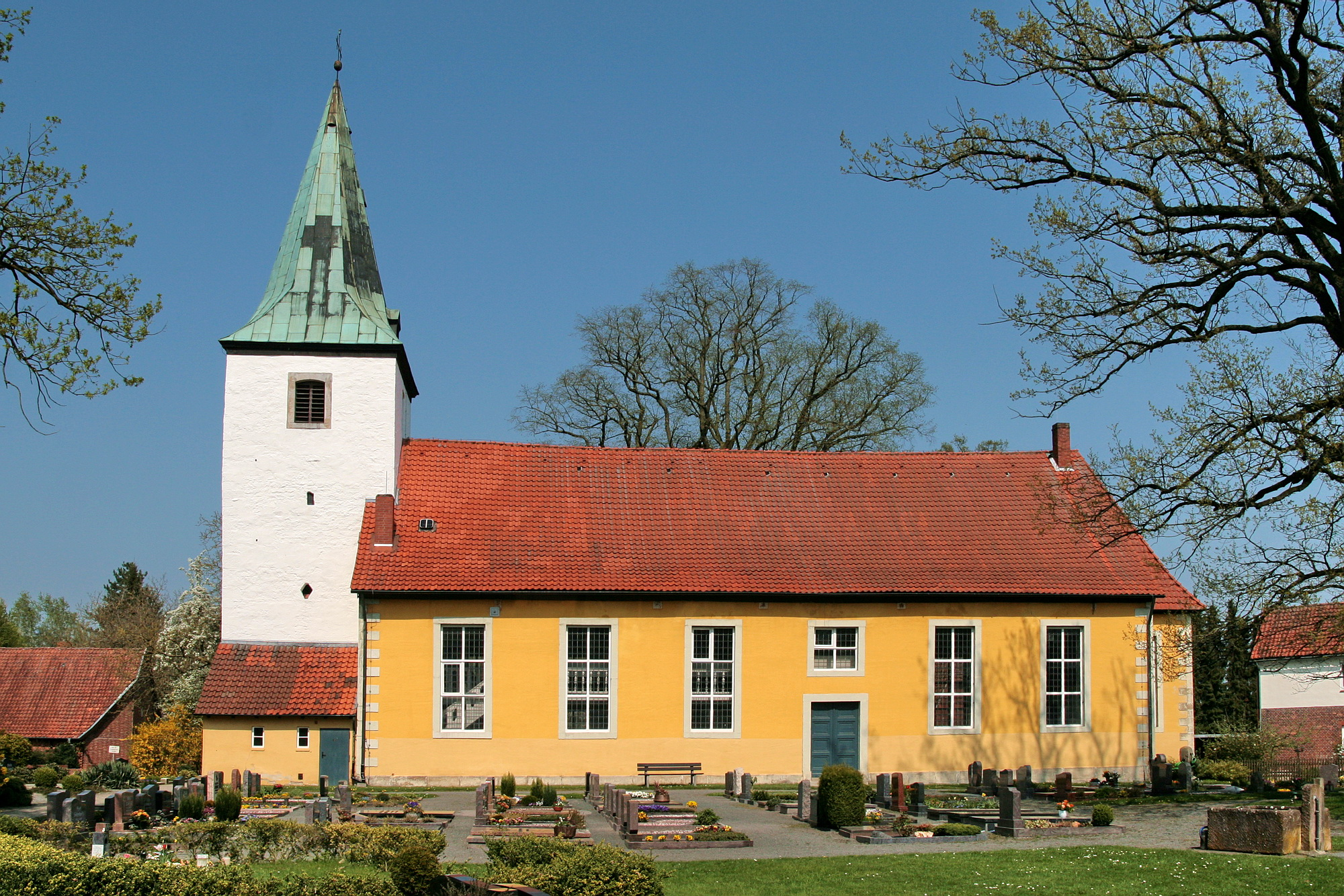
18e-eeuws kerkje van Kolenfeld
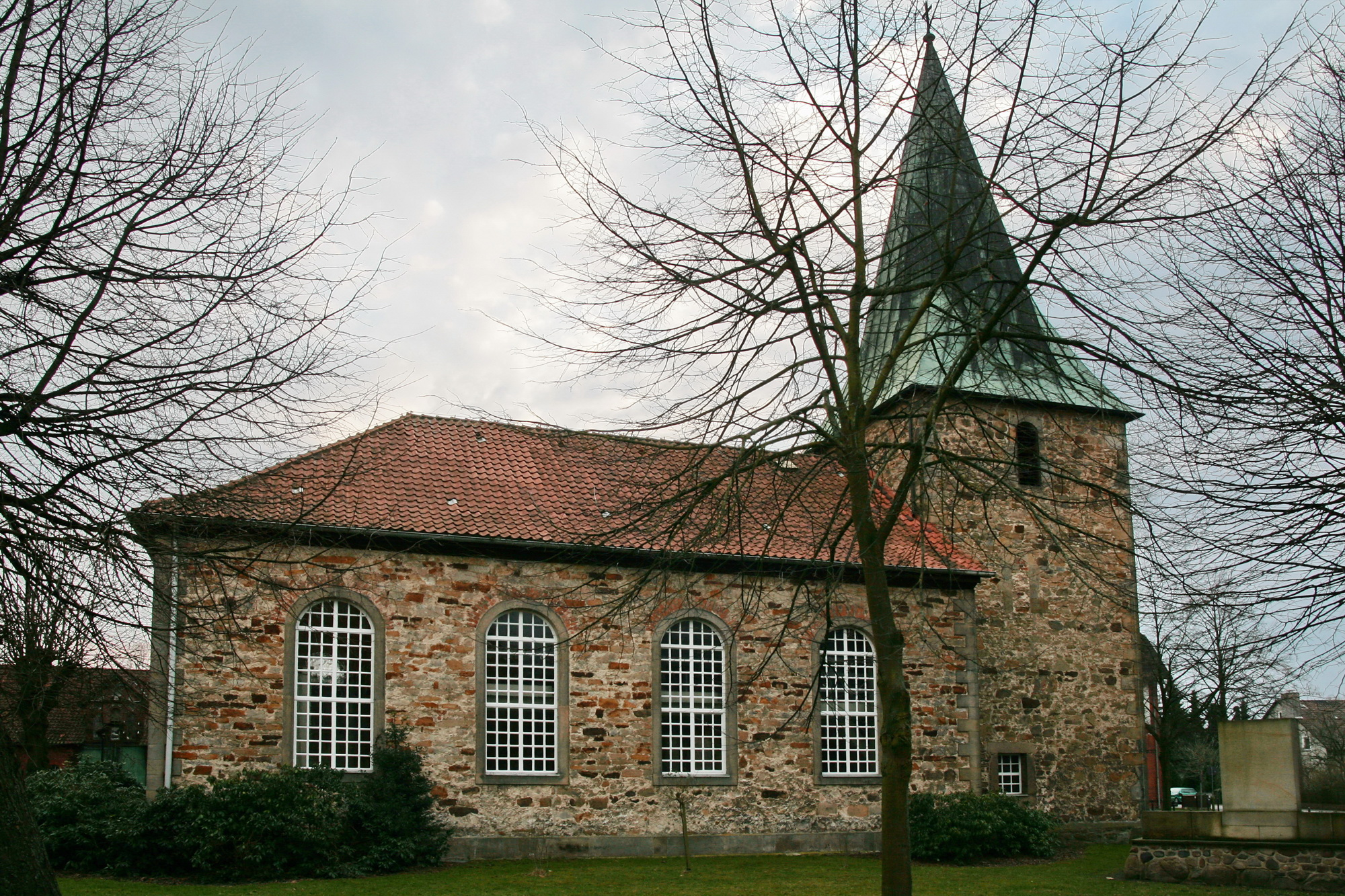
Kerkje van Luthe (1820; delen van de toren stammen uit 1495)

## Belangrijke personen in relatie tot de gemeente

### Geboren
- Nicolas Kühn (* 2000), voetballer

### Overigen
- Ernst Jünger (Heidelberg, 29 maart 1895 — Riedlingen, 17 februari 1998), Duits schrijver, woonde in zijn jeugd in de omgeving van Wunstorf en ging er naar het gymnasium
- Billy Mo (1923-2004), schlagerzanger en trompettist, woonde van 1970 tot kort voor zijn dood te Wunstorf, begraven in Luthen, gem. Wunstorf

## Partnersteden
- Wolmirstedt, Saksen-Anhalt
- Flers (Orne), Frankrijk
- Choszczno, Polen (vroegere Duitse naam: Arnswalde)

## Niet te verwarren met
Wünsdorf, gemeente Zossen, even ten zuiden van Berlijn, waar ten tijde van het Derde Rijk en van de DDR belangrijke militaire hoofdkwartieren waren gelegen.
- Gemeinsame Normdatei: 4067081-8
- Library of Congress Control Number: n80032265
- MusicBrainz: e9ae79e8-6e9d-4256-99f1-e37cb647955c
- Nationale Bibliotheek van Israël: 987007561922305171
- Virtual International Authority File: 146576362
- WorldCat: E39PBJdmjrHjw3Hgk8YBtw8Bfq

Barsinghausen ·
Burgdorf ·
Burgwedel ·
Garbsen ·
Gehrden ·
Hannover ·
Hemmingen ·
Isernhagen ·
Laatzen ·
Langenhagen ·
Lehrte ·
Neustadt am Rübenberge ·
Pattensen ·
Ronnenberg ·
Seelze ·
Sehnde ·
Springe ·
Uetze ·
Wedemark ·
Wennigsen (Deister) ·
Wunstorf